# El amor nunca muere (película)
 El amor nunca muere  es una película de Argentina en blanco y negro dirigida por Luis César Amadori según su propio guion escrito en colaboración con Pedro Miguel Obligado y Luis Martín de San Vicente que se estrenó el 11 de agosto de 1955 y que tuvo como protagonistas a Zully Moreno, Mirtha Legrand, Tita Merello, Carlos Cores, Duilio Marzio y marcó el debut como actor protagónico de Alfredo Alcón.

## Sinopsis
Tres historias enlazadas a través del tiempo por un medallón.

## Reparto
- Zully Moreno	…Trinidad Guevara
- Mirtha Legrand
- Tita Merello
- Carlos Cores		…Juan Aurelio Casacuberta
- Duilio Marzio
- Alfredo Alcón
- José De Ángelis
- Héctor Méndez
- Enrique Chaico
- Carmen Monteleone
- Herminia Franco
- Juan Bono
- Benito Cibrián
- José Maurer
- Aída Villadeamigo
- Marta González
- Pedro Pompillo
- Orestes Soriani
- Fernando Labat
- Blanca Tapia
- Rodolfo Onetto
- Julián Pérez Ávila
- Rafael Diserio
- Carlos Bianquet

## Comentarios
La nota de Crítica decía que "Los tres episodios del film pretenden asumir características dispares sin lograrlo, todos ellos se someten al espíritu y a la conducción bien definida del veterano director" y Manrupe y Portela opinaron:

"Para lucimiento del director y sus protagonistas, es el canto del cisne del cine-río de Amadori en la era peronista. Fueron aprovechados los decorados del proyecto trunco de Amadori, Camila O'Gorman, en lugar del cual hizo esta película. Buen trabajo de Tita Merello en el último episodio. Fue el debut en la pantalla de Alfredo Alcón"